# Karl von Dorpowski
Karl Albrecht Hermann von Dorpowski (* 9. Dezember 1804 in Krummensee, Kreis Schlochau; † 1. Februar 1885 in Potsdam) war ein preußischer Generalmajor.

## Leben

### Herkunft
Er war der Sohn des preußischen Oberstleutnants a. D. Franz Sigismund von Dorpowski (1772–1855) auf Gut Krummensee und dessen Ehefrau Henriette Auguste Caroline Anne Amalie, geborene Gräfin von der Goltz (1784–1874), eine Schwester des preußischen Generalleutnants Karl Graf von der Goltz. Der spätere preußische Generalleutnant Adolf von Dorpowski (1811–1895) war sein jüngerer Bruder.

### Militärkarriere
Dorpowski trat am 5. Mai 1821 als Füsilier in das 21. Infanterie-Regiment der Preußischen Armee ein. Dort avancierte er am 16. November 1823 zum Sekondeleutnant und absolvierte ab Mitte Oktober 1826 für drei Jahre zur weiteren Ausbildung die Allgemeine Kriegsschule. Im Februar 1840 stieg Dorpowski zum Premierleutnant auf und fungierte bis 1841 als Kompanieführer beim II. Bataillon im 21. Landwehr-Regiment. In gleicher Eigenschaft war er von April 1842 bis Ende März 1844 beim 2. kombinierten Reserve-Bataillon tätig. Am 27. Februar 1846 folgte mit der Beförderung zum Hauptmann die Ernennung zum Kompaniechef im 21. Infanterie-Regiment. Daran schloss sich ab 31. Januar 1852 eine Verwendung als Major und Kommandeur des I. Bataillons im 23. Landwehr-Regiment in Neiße an. Vom 14. April 1853 bis 7. Dezember 1855 war Dorpowski Kommandeur der II. Bataillons im 9. Landwehr-Regiment in Küslin. Anschließend wurde er als Kommandeur des II. Bataillons im 2. Infanterie-(Königs)Regiment nach Stralsund versetzt und am 9. April 1857 zum Oberstleutnant befördert. Unter Stellung à la suite seines Regiments wurde Dorpowski am 19. Mai 1859 zum Kommandanten von Stralsund ernannt und in dieser Eigenschaft am 31. Mai 1859 zum Oberst befördert. Für seine Leistungen erhielt er am 3. Juni 1860 den Roten Adlerorden III. Klasse mit Schleife. Am 22. Januar 1863 wurde Dorpowski mit der gesetzlichen Pension zur Disposition gestellt.  
Für die Dauer des Krieges gegen Frankreich wurde er 1870/71 als z.D.-Offizier wiederverwendet und fungierte als Kommandant eines Kriegsgefangenenlagers auf der Lockstedter Heide. Mit der Beendigung dieses Kommandos erhielt Dorpowski den Kronenorden II. Klasse. Außerdem verlieh Wilhelm I. ihm am 19. März 1872 den Charakter als Generalmajor.
Dorpowski ließ sich 1861 in der Potsdamer Bertinistraße am Jungfernsee eine repräsentative Villa im Tudorstil nach Plänen des königlichen Hofmaurermeisters Friedrich August Hasenheyer erbauen. Darüber hinaus war er über mehrere Jahre Eigentümer des Rittergutes Groß-Wangern im Kreis Wohlau in Schlesien.

### Familie
Dorpowski hatte sich am 19. Oktober 1835 in Kremzow mit Emilie Luise Henriette von Wedel (1811–1847) verheiratet. Nach ihrem Tod eheliche er am 16. August 1861 in Dresden Luise Friederike Johanna von Berg (1812–1897). Sie war die Tochter von Hans Georg Ludwig Ernst von Berg auf Silenz und dessen Ehefrau Luise Christiane Eleonore, geborene von Platen. Aus den Ehen gingen drei Töchter hervor.